# Kerstin Stegemann
Kerstin Stegemann (Mesum, 29 settembre 1977) è un'ex calciatrice tedesca, di ruolo difensore o centrocampista.
Durante i vent'anni della sua lunga carriera ha giocato in tutti i maggiori livelli del campionato tedesco, principalmente in Frauen-Bundesliga, con sei differenti società, conquistando un titolo di campione di Germania con il FCR Duisburg 55 al termine del campionato 1999-2000. Tuttavia i maggiori risultati sportivi li ottenne con la maglia della nazionale tedesca, collezionando due titoli mondiali, quattro europei e tre medaglie di bronzo olimpiche.
Ritiratasi dal calcio giocato nel 2010, decide di tornare all'agonismo con la sua squadra d'esordio, il Germania Hauenhorst, disputando campionati regionali.

## Palmarès

### Club
- Campionato tedesco: 1

FCR Duisburg 55: 1999-2000

### Nazionale
- Bronzo olimpico: 3

Sydney 2000, Atene 2004, Pechino 2008
- Campionato mondiale: 2

2003, 2007
- Campionato d'Europa: 4

1997, 2001, 2005, 2009

### Individuale
- FIFA Women's World Cup All Star Team: 1

2007